# Cephalopholis
Cephalopholis là một chi cá biển trong họ Cá mú. Chi này được lập ra bởi Bloch và Schneider vào năm 1801.

## Từ nguyên
Từ định danh được ghép bởi hai âm tiết trong tiếng Hy Lạp cổ đại: képhalos (κέφαλος; "đầu") và pholís (φολίς; "vảy"), hàm ý đề cập đến lớp vảy cá phủ toàn phần đầu của C. argus.

## Các loài
Tính đến hiện tại, có tất cả 24 loài được công nhận trong chi này, bao gồm:
- Cephalopholis aitha Randall & Heemstra, 1991
- Cephalopholis argus Schneider, 1801
- Cephalopholis aurantia (Valenciennes, 1828)
- Cephalopholis boenak (Bloch, 1790)
- Cephalopholis cruentata (Lacepède, 1802)
- Cephalopholis cyanostigma (Valenciennes, 1828)
- Cephalopholis formosa (Shaw, 1812)
- Cephalopholis fulva (Linnaeus, 1758)
- Cephalopholis hemistiktos (Rüppell, 1830)
- Cephalopholis igarashiensis Katayama, 1957
- Cephalopholis leopardus (Lacepède, 1801)
- Cephalopholis microprion (Bleeker, 1852)
- Cephalopholis miniata (Forsskål, 1775)
- Cephalopholis nigri (Günther, 1859)
- Cephalopholis nigripinnis (Valenciennes, 1828)
- Cephalopholis oligosticta Randall & Ben-Tuvia, 1983
- Cephalopholis panamensis (Steindachner, 1877)
- Cephalopholis polleni (Bleeker, 1868)
- Cephalopholis polyspila Randall & Satapoomin, 2000
- Cephalopholis sexmaculata (Rüppell, 1830)
- Cephalopholis sonnerati (Valenciennes, 1828)
- Cephalopholis spiloparaea (Valenciennes, 1828)
- Cephalopholis taeniops (Valenciennes, 1828)
- Cephalopholis urodeta (Forster, 1801)

## Phân bố
Trong 24 loài kể trên, có C. panamensis được phân bố ở Đông Thái Bình Dương, C. fulva và C. cruentata (Tây) cùng C. nigri và C. taeniops (Đông) ở Đại Tây Dương, còn lại được phân bố trải đều ở khu vực Ấn Độ Dương - Thái Bình Dương.

## Sinh học
Nhiều loài cá mú là loài lưỡng tính tiền nữ, nghĩa là cá đực phải trải qua giai đoạn là cá cái trước khi trưởng thành. Tuy nhiên, ở C. boenak, loài này còn có thể chuyển đổi ngược từ cá đực thành cá cái trong môi trường thí nghiệm. Đây là điều chưa được ghi nhận trước đó ở chi Cephalopholis.
Con lai giữa hai loài C. spiloparaea và C. aurantia đã được phát hiện tại Nouvelle-Calédonie. C. fulva còn tạp giao khác loài với Paranthias furcifer ở ngoài khơi Bermuda.